# 伊藤純奈
伊藤純奈（日语：／ Itō Junna */?，1998年11月30日—）是日本女藝人，為女子偶像團體乃木坂46前成員，神奈川縣橫濱市出身，所屬經紀公司為Tie Works。2013年以乃木坂46二期生身分出道。2021年8月29日自乃木坂46畢業，以演員為活動重心。

## 經歷
伊藤在2012年12月中旬得知乃木坂46二期生徵選，但當時仍未決定是否參加，直至截止前一星期決定參加徵選，並在截止日期（2013年1月15日）的前一天報名。決定參加的原因是在於她突然覺得自己應該參與那次徵選。
2013年3月28日，通過乃木坂46二期生的徵選。5月11日，於赤坂ACT劇場舉行的舞台劇《16人的主角deux》東京公演中首次亮相。7月1日，以研究生身份在乃木坂46官方博客發表其首篇文章。8月4日，在幕張展覽館舉行的《Girls' Rule》全國握手會中首次在支持者面前演唱歌曲。
2014年3月，從中學畢業。10月15日，以小嶋坂46（こじ坂46）的成員身份在Zepp Blue Theater六本木演唱了《風的螺旋》。
2015年2月2日，伊藤在乃木坂46官方網站的個人部落格開通。2月22日，在「乃木坂46 3rd YEAR BIRTHDAY LIVE」中，獲宣布升格為正式成員。
2017年3月，從高中畢業。
2018年9月4日，伊藤首度主演舞台劇《七色鸚哥》，並首次飾演男性角色。
2019年1月11日，與鈴木絢音、齋藤飛鳥、佐佐木琴子、寺田蘭世、梅澤美波、田村真佑在乃木神社一起舉行成人式。10月和11月上演的《乃木坂46版音樂劇 美少女戰士》中，飾演木野真琴。
2020年1月，在東京和大阪上演的舞台劇《阿呆浪士》，為伊藤首次出演時代劇。10月31日，開設個人Instagram帳號。
2021年5月16日，在官方部落格上和渡邊米麗愛共同宣布畢業。5月27日，參加「乃木坂46 Under Live 2021」，為伊藤以乃木坂46成員身分最後一次參與的演唱會。8月29日，參加乃木坂46第27張單曲《對不起Fingers crossed》發行紀念「線上見面＆問候（個別見面會）」的活動，正式結束作為乃木坂46成員的所以活動。8月30日，最後一次出演《乃木坂工事中》。8月31日，正式從乃木坂46畢業。10月4日，伊藤位於乃木坂46內的部落格正式關閉。同日，開設官方粉絲俱樂部「Junna's House」。
2022年2月21日，發行個人第一本寫真集《unfussy》，於官方粉絲俱樂部內販售。
2024年6月7日，宣布加入經紀公司Tie Works。

## 人物
伊藤的暱稱是，其初期使用的口號是「金平糖，金平糖，金平伊藤…純奈！」（こんぺいとう、こんぺいとう、こんぺ伊藤…純奈!），口號從她喜歡金平糖而來。
在乃木坂46的定期節目中，伊藤會模仿井上陽水和無限開關。
在乃木坂46，伊藤是鹽味雪糕組（塩アイス）、西瓜組（スイカ）和小嶋坂46（こじ坂46）的成員。鹽味雪糕組由伊藤、堀未央奈和北野日奈子組成，名字是因為她們在光顧燒肉店時，誤將酥皮雪糕說成鹽味雪糕而來。西瓜組則是由伊藤、齊藤優里、川後陽菜、伊藤卡琳和西野七瀨組成的軍團，她們亦會一同去旅行和舉行火鍋派對。

## 音樂作品
- 標註「★」符號表示該首歌曲有拍攝MV。

### 單曲
乃木坂46
|      | 發行日期         | 單曲名稱              | 參與歌曲名稱           | MV | 備註     |
| ---- | ---------------- | --------------------- | ---------------------- | -- | -------- |
| 11th | 2015年03月018日  | 生命如此美好          | 邊界                   | ★  | 出道作品 |
| 12th | 2015年07月022日  | 太陽敲敲門            | 離別時，更喜歡你       | ★  |          |
| 13th | 2015年010月028日 | 此刻，想說話的對象    | 嫉妒的權利             | ★  |          |
| 14th | 2016年03月023日  | 當春紫苑盛開時        | 不等號                 | ★  |          |
| 15th | 2016年07月027日  | 赤腳Summer            | 秘密塗鴉               | ★  |          |
| 16th | 2016年011月09日  | 再見的意義            | 鞦韆                   | ★  |          |
| 17th | 2017年03月022日  | 大影響家              | 氣球還活著             | ★  |          |
| 18th | 2017年08月09日   | 蜃景                  | Under                  | ★  |          |
| 18th | 2017年08月09日   | 蜃景                  | 現場之神               | ★  |          |
| 19th | 2017年010月011日 | 及時行事              | My rule                | ★  |          |
| 20th | 2018年04月025日  | 同步巧合              | 全新的世界             | ★  |          |
| 20th | 2018年04月025日  | 同步巧合              | 星探                   | ★  |          |
| 21st | 2018年08月08日   | 以自我為中心！        | 三角空地               | ★  |          |
| 22nd | 2018年011月014日 | 想繞遠路回家          | 日常                   | ★  |          |
| 23rd | 2019年05月029日  | Sing Out!             | 飛機跑道               | ★  |          |
| 24th | 2019年09月04日   | 黎明來臨前無須逞強    | 〜Do my best〜沒有意義 | ★  |          |
| 25th | 2020年03月025日  | 幸福的保護色          | Anastasia              | ★  |          |
| 26th | 2021年01月027日  | 我會喜歡上自己的      | 不值一提的KISS         | ★  |          |
| 27th | 2021年06月09日   | 對不起Fingers crossed | 生鏽的羅盤             | ★  |          |

1. ↑  站位依據官方MV及演唱會正式呈現為參考依據。

其他
| 發行日期                                    | 單曲名稱       | 參與歌曲名稱 | MV | 備註         |
| ------------------------------------------- | -------------- | ------------ | -- | ------------ |
| 2014年11月26日                              | 希望無限       | 風的螺旋     | ★  | 小嶋坂46     |
| 2020年6月17日（日本） 2020年6月24日（海外） | 世界中的鄰居啊 | —            | ★  | 下載限定歌曲 |

### 專輯
乃木坂46
|           | 發行日期        | 專輯名稱                       | 參與歌曲名稱       | 備註     |
| --------- | --------------- | ------------------------------ | ------------------ | -------- |
| 01st      | 2015年1月7日    | 透明色                         | 傾斜               | 小嶋坂46 |
| 01st      | 2015年1月7日    | 透明色                         | 自由的彼方         |          |
| 02nd      | 2016年05月025日 | 屬於我們的位子                 | 刨冰的單戀         |          |
| 03rd      | 2017年05月024日 | 最初的夢想                     | 為我扇風           |          |
| 03rd      | 2017年05月024日 | 最初的夢想                     | 指定溫度           |          |
| Under專輯 | 2018年01月10日  | 我專屬的你～Under Super Best～ | 自戀海灘           |          |
| Under專輯 | 2018年01月10日  | 我專屬的你～Under Super Best～ | 那個女人           |          |
| Under專輯 | 2018年01月10日  | 我專屬的你～Under Super Best～ | 比誰都想陪在你身邊 |          |
| 04th      | 2019年04月017日 | 直到此刻化成回憶               | 即刻〜殘美傳説〜   |          |
| 精選輯    | 2021年12月15日  | Time flies                     | 緩綻之花           | [ 參 1 ] |

1. ↑  專輯發行時已自乃木坂46畢業。

## 演出

### 電視劇
- 初森BEMARS（2015年7月11日－9月26日，東京電視台）：飾演 傷痕累累的蘿拉[40]
- 殘美（2019年1月24日－3月28日，日本電視台）：飾演 五十嵐麗奈[41]

### 舞台劇
- 16人的主角trois（2014年5月30日－6月15日，東京：赤坂ACT劇場）：飾演 侍女[42]
- 墓場，女高中生（2016年10月14日－22日，東京巨蛋城 THEATRE G-ROSSO（日语：シアターGロッソ））：飾演 武田[43]
- 犬夜叉（2017年4月6日－15日，天王洲銀河劇場）：飾演 桔梗[44]
- MIDSUMMER CAROL 伽馬王子 vs 小龍蝦魔人（2017年8月－9月，東京：太陽廣場劇院／大阪：ABC大廳）：飾演 多摩子[45][46][47]
- 牙狼〈GARO〉 神之牙 覺醒-KAMINOKIBA MEZAME-（2017年11月29日－12月3日，全勞濟會館）：飾演 魔界法師夏希[48][49]
- 三姊妹（2018年1月17日－2月4日，博品館劇場）：飾演 瑪莎[50][51][注 1]
- 七色鸚哥（2018年10月4日－8日，東京AiiA劇場）：飾演 七色鸚哥（主演）[53]
- GIRLS REVUE（2019年1月10日－27日，東京：Alternative Theatre／2月1日、2日，大阪Sankei Hall Breeze）[54]
- Reading♥︎Stage「百合和薔薇」（2019年6月5日－16日，品川王子大飯店 eX俱樂部）[55]
- 東方快車謀殺案（2019年7月26日－28日，大阪：森之宮Piloti Hall／8月1日－2日，愛知：愛知產業勞動中心／8月9日－18日，東京：日光劇場）：飾演 安卓尼伯爵夫人[56]
- 乃木坂46版音樂劇 美少女戰士 2019（2019年10月10日－14日，日本：東京巨蛋城表演廳／11月22日－24日，中国：美王其大戲院）：飾演 水手木星／木野真琴[57]
- 阿呆浪士（2020年1月8日－24日，東京：新國立劇場／1月31日－2月2日，大阪：森之宮Piloti Hall）：飾演 大石すず[20]
- Color of Theater「ROSSO」（2021年6月27日－30日，赤坂ACT劇場）：飾演 小红帽[58]
- DisGOONie Presents Vol.10 舞台「MOTHERLAND」（2021年12月3日－12日，明治座／12月18日－19日，森之宮Piloti Hall）：飾演 李環[59][60]
- 腹黑辯天町（2022年2月4日－20日，東京：紀伊國屋Hall／2月22日－23日，大阪：松下IMP大樓）：飾演 篠崎美智子[61][62]
- Dance Club DisGOONieS ～FIRST VOYAGE～（2022年2月24日、3月3日，東京：RESTAURANT BAR DisGOONieS ）[63]
- 王妃的歸還（王妃の帰還；2022年3月20日－3月27日，博品館劇場）：飾演 遠藤千代子[64][65]
- 饗宴「chill moratorium」（2022年5月4日－7日，東京：RESTAURANT BAR DisGOONieS）二人芝居[66]
- S-IST Stage「ひりひりとひとり」（2022年6月10日－19日，讀賣大手町音樂廳）：飾演 りぼん[67][68][注 2]
- Dance Club DisGOONieS ～summer festival～ 2Dsongs（2022年8月26日－30日、9月26日－28日，東京：RESTAURANT BAR DisGOONieS）[70]
- （2023年2月4日－12日，東京：自由劇場）：飾演 七海沙羅[71]
- （2023年6月2日－11日，東京Alpha劇場）：飾演 久美子[72]
- DCD3（2023年7月27日－30日，東京：RESTAURANT BAR DisGOONieS）[73]
- OFFICE SHIKA PRODUCE Operetta「Ms.YAMA-INU」（2024年1月12日－15日，東京：CBGKシブゲキ!）：飾演 山本雲雀[74]
- DCD4「かりそめのさよならダンスクラブディスグーニーズ」（2024年3月14日－17日，東京：RESTAURANT BAR DisGOONieS）[75]
- 松平健演藝生活50周年紀念公演（2024年7月6日－31日，明治座／2025年1月18日－26日，博多座）：飾演 おちか（女主角）[76][77]

## 書籍

### 雜誌連載
- 横濱Walker（2019年6月20日－2020年6月19日，KADOKAWA）- 大人的純奈[78][79]

### 寫真集
- unfussy（2022年2月21日發行）[35]
- COIN（2023年12月15日發行）[80]

## 外部連結
- 經紀公司個人介紹頁（日語）
- Junna’s House （页面存档备份，存于） - 伊藤純奈官方粉絲俱樂部（日語）
- 伊藤純奈的Instagram帳戶
- 伊藤純奈官方的X（前Twitter）（日語）

乃木坂46時期
- 乃木坂46 伊藤純奈 個人簡介（2013年3月28日－2021年10月4日）（日語）
- 乃木坂46 伊藤純奈 官方部落格（2015年2月2日－2021年10月4日）（日語）
- 伊藤純奈 官方755 （页面存档备份，存于）（日語）
- 伊藤 純奈（乃木坂46）的SHOWROOM專頁（页面存档备份，存于）（日語）